# Piet van der Sterre

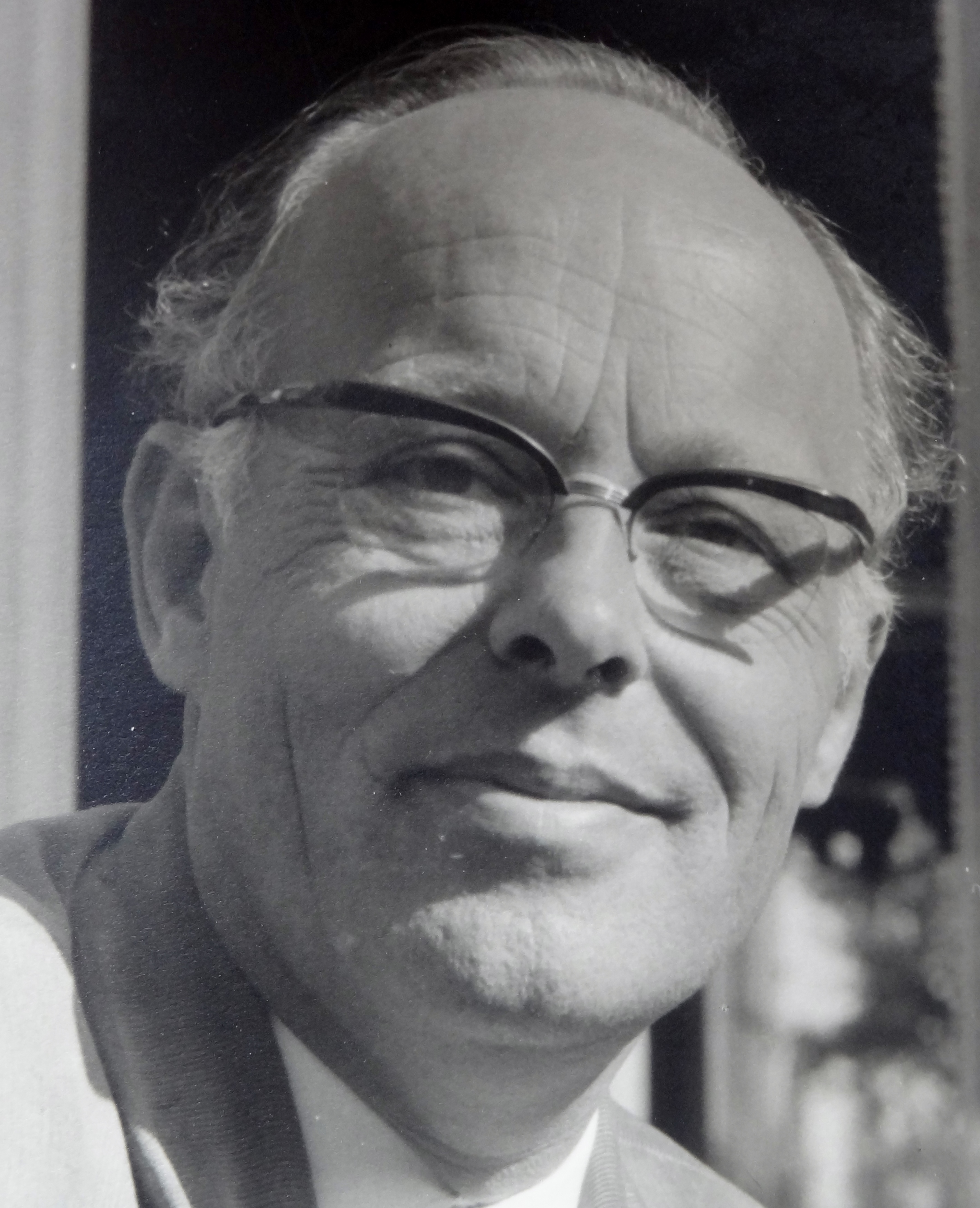

Piet van der Sterre (Koudekerk aan den Rijn, 8 juli 1915 - Leiderdorp, 3 oktober 1978) was een architect die bekend is geworden door zijn restauraties van grote monumenten. 
Niet alleen regionaal, maar ook landelijk heeft hij daarmee een zekere faam verworven. De gemeente Leiden heeft een pad naar hem vernoemd wegens zijn verdiensten voor de stad. Het ‘Van der Sterrepad’ is gelegen tussen de burchtheuvel en het ‘Heerenlogement’.

## Beginjaren
Van der Sterre kwam uit een geslacht van bouwers. Technisch onderwijs kreeg hij aanvankelijk op de ambachtsschool in Leiden. Daarna bekwaamde hij zich in het vak van bouwmeester met behulp van schriftelijke cursussen bij het Polytechnisch Bureau Nederland Arnhem (PBNA). Van der Sterre bleek opmerkelijke begaafdheid te hebben voor het tekenen. Vooral de perspectieftekeningen zijn zeer nauwgezet, fotografisch kloppend.
Zijn eerste schreden in de bouwwereld zette hij als opzichter/tekenaar bij architect Vis in Alphen aan de Rijn en bij architect Van der Togt in Boskoop. Daarna trad hij op 22-jarige leeftijd als bouwkundig tekenaar in dienst van architect Dekker in Hazerswoude. Dekker richtte zich niet alleen op nieuwbouw maar ook op restauraties, waaronder kerkgebouwen. Dit zou belangrijk blijken te zijn voor Van der Sterres verdere loopbaan.

## Oorlogsjaren
Toen de oorlog uitbrak was Van der Sterre  25 jaar. Hij werd ingezet om het vliegveld Valkenburg te verdedigen. Na een kort krijgsgevangenschap is hij samen met de andere overlevenden door zijn commandant huiswaarts gestuurd. Van der Sterre dook onder om te ontkomen aan de ‘arbeidsdienst’. Hij ging wonen op de boerderijen van familieleden en nam een schuilnaam aan: Piet van de Water. 
Hij ging van daaruit op pad met zijn schetsblok. Van der Sterre kon goed inkttekenen en vereeuwigde kerkgebouwen en boerderijen in de omgeving van zijn tijdelijke verblijfplaatsen. De tekeningen verkocht hij meestal aan de boeren.
Tijdens de bezetting bleef Van der Sterre, zolang het mogelijk was, zijn studie bij de PBNA vervolgen. Voor het examen is hij naar Arnhem gefietst. Kennelijk slaagde hij erin te reizen zonder problemen met de Duitsers te krijgen.

## Zelfstandig architect
In 1946 vestigde Piet van der Sterre zich als architect in Leiderdorp. Hij werd lid van de BNA (Bond van Nederlandse Architecten) en werkte intensief samen met architect Dekker. De naam van het architectenbureau luidde ‘Dekker & Van der Sterre’. Deze samenwerking duurde tot 1955. Daarna is Van der Sterre zelfstandig doorgegaan.

## Nieuwbouw en restauraties

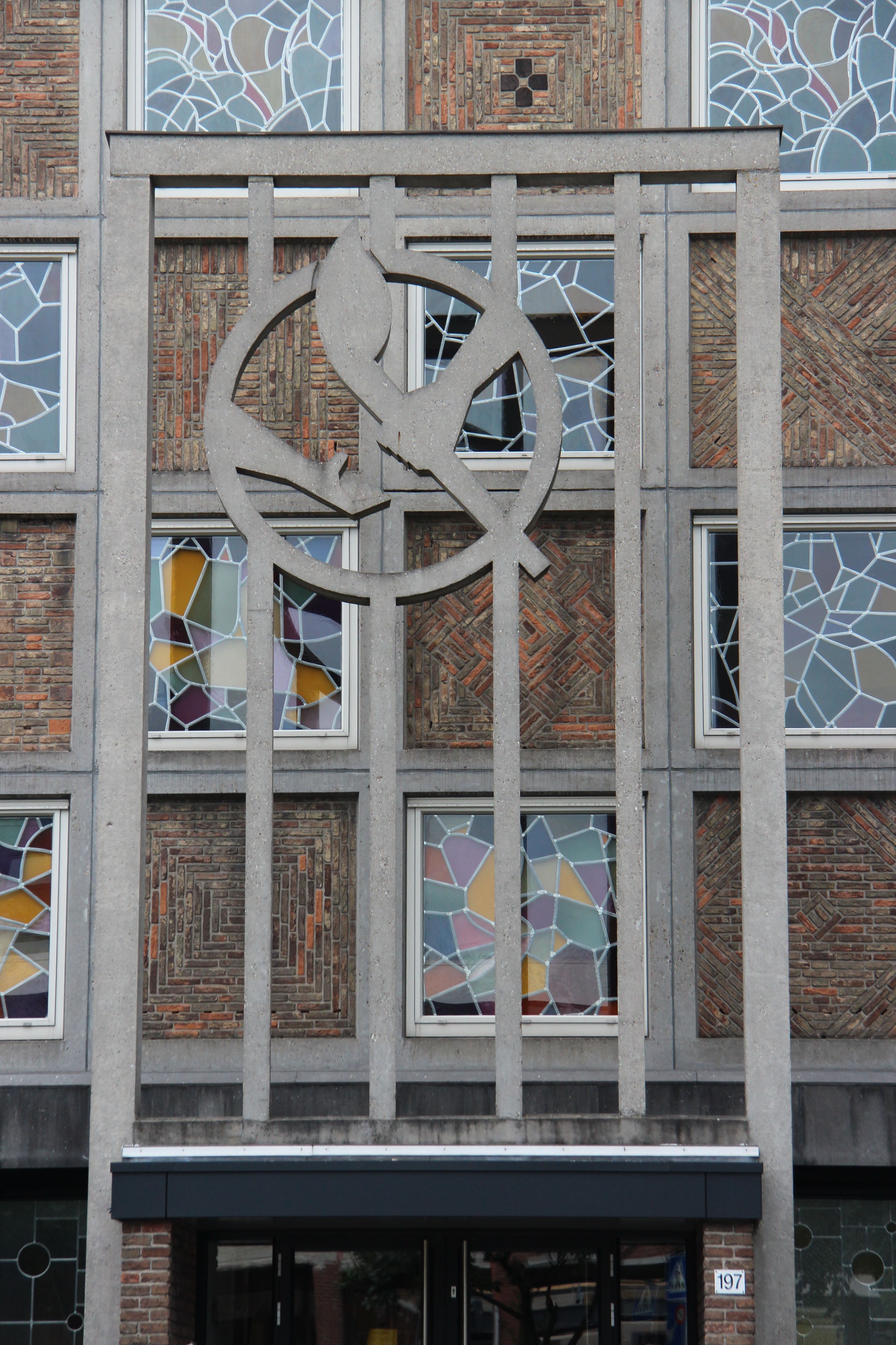
Kerk van het Apostolisch Genootschap in Leiden (1961)

Het architectenbureau kreeg vanaf de oprichting een reeks opdrachten voor de bouw van (woningwet)woningen in Leiderdorp. 
Toch bevredigden deze opdrachten Van der Sterre op den duur niet meer. Woningwetvoorschriften gaven nauwelijks ruimte voor eigen ontwerpen. De gewenste bouwstijl van die tijd ging hem steeds meer tegenstaan.
Het restaureren van monumentale gebouwen bood hem een grotere uitdaging. Geleidelijk verschoof  het accent van de bouwwerken van nieuwbouw naar monumenten.
Uit een artikel van de architect A. Peetoom, die het architectenbureau van Van der Sterre voortzette na diens overlijden, blijkt dat zijn voorganger 36 kerken heeft gerestaureerd en 13 torens.
Hoewel het zwaartepunt van het restauratiewerk lag bij kerken en kerktorens heeft architect Van der Sterre ook andere panden gerestaureerd, zoals landhuizen, boerderijen, hofjes, grachtenpanden en een kasteel. Opdrachtgevers kwamen niet alleen uit de streek rond Leiden, maar ook uit andere delen van het land werd een beroep op zijn deskundigheid gedaan. Tot in de Achterhoek (Borculo) en Drenthe (Rolde) wist men hem te vinden.
De bekendste grote restauraties waren die aan de Hooglandse kerk in Leiden (die een periode van 17 jaar besloeg) en het naastgelegen Heerenlogement.
Nieuwbouw kwam inmiddels ook nog steeds voor: bedrijfsgebouwen, scholen, een kerk, herenhuizen/villa’s.

## Fotografie
Piet van der Sterre was een gepassioneerd architect. Daarnaast had hij een passie voor fotografie. Mede op zijn initiatief is in 1950 in Leiderdorp de fotoclub Daguerre opgericht, waar hij vervolgens jarenlang voorzitter was.
Fotografie kwam hem mede van pas bij het restauratiewerk. Door het fototoestel tijdens werkbezoeken veelvuldig te gebruiken, verzamelde hij veel beeldmateriaal dat ter toelichting gebruikt kon worden in vergaderingen, en voor het instrueren van zijn medewerkers. Bovendien was het illustratief materiaal wanneer hij presentaties en interviews gaf. Zo ontstonden mooi gedocumenteerde beelden van de voortgang tot het einde van de bouwwerkzaamheden. Van der Sterre  ontwikkelde de zwart-wit foto’s zelf, en ook de vergrotingen vervaardigde hij in de donkere kamer.
Voor presentaties waar Van der Sterre regelmatig voor werd uitgenodigd, had hij een diaserie vervaardigd met de titel ‘Zorg om een erfenis’, waarbij hij mondeling zijn verhaal deed. Hierin kwam het restaureren in zijn algemeenheid in beeld, maar ook de geschiedenis van het restaureren in vroeger eeuwen. Ten slotte volgden er dia’s van het plaatselijke restauratie-object.
De standpunten van Van der Sterre over restauratie van monumenten uitte hij niet alleen in vergaderingen. In tal van kranteninterviews gaf hij zijn visie op de ruimtelijke ordening en de plaats van monumenten in de samenleving; over het dreigende verlies aan vakmanschap; over het bouwen van zware torens in veengebied; over de waarde van het instituut ‘monumentenjaar’.

## Schilder en karikaturist
Een opmerkelijke hobby van Van der Sterre was het vervaardigen van bijzonder schilderwerk. Af en toe nam hij  bij zijn restauratieprojecten zelf de schilderskwast ter hand. Zo heeft hij in de Hervormde kerk te Bleiswijk gordijnen geschilderd op de houten wand achter het orgel. Op de dwarsbalken binnen de Hooglandse kerk in Leiden schilderde hij de ornamenten (guirlandes en sterren).
Een ander bijzonder kenmerk was de gewoonte van Van der Sterre om in de marge van de vergaderstukken, op agenda’s, programma-overzichten, menu’s en zelfs op servetten te tekenen. Doorgaans schetste hij karikaturen en creaturen, vergelijkbaar met die van Jeroen Bosch. Het bleken soms gewilde verzamelobjecten te zijn.

## Ambachtsman
Naast het in oude luister herstellen van gebouwen hield Van der Sterre zich bezig met de aankleding en inrichting van de gebouwen. Zo ontwierp hij voor de Hooglandse kerk in Leiden de stoelen en een doopvont. Ook vervaardigde of zocht hij nieuwe lampen. Zelfs heeft hij eens een motief voor de vloerbedekking ontworpen. Voor zichzelf liet hij een bureaustoel maken, die anno 2016 nog in gebruik was.
Wat de omgeving betreft, deed hij soms voorstellen voor een passende aankleding in de vorm van het type bestrating, afscheidingsmuurtjes, paaltjes , lantaarns, enzovoort.
Het ambachtelijke van het vak is Van der Sterre altijd bijgebleven. Het woord ‘bijgebleven’ is hier van toepassing omdat deze architect de ambachten van de bouwvakkers zelf ook beheerste. Metselen, timmeren, schilderen, steenhouwen, hij had het allemaal met eigen handen gedaan en kende de mogelijkheden en beperkingen.
Opvallend is bovendien de aandacht voor het detail. Van der Sterre tekende met evenveel zorg en liefde een deurklink en kolossale torens.

## Aanverwante functies
Vanwege zijn deskundigheid werd Van der Sterre geregeld gevraagd zijn oordeel en kennis in te brengen in commissies op aanverwante terreinen.
Zo is hij voorzitter geweest van de monumentencommissie in Leiderdorp.
Na 1976 maakte hij deel uit van een comité dat de geschiedenis van Leiderdorp onderzocht. 
Voorts was hij lid van de Welstandscommissie van de gemeente Zoeterwoude en van een gemeentelijke raadscommissie voor monumenten in Leiden. 
Door zijn lidmaatschap van de Volksuniversiteit K&O Leiderdorp, waarvan hij ook enige tijd voorzitter is geweest, was het voor Van der Sterre eenvoudig, excursies voor de K&O-leden naar een van ‘zijn’ bouwwerken te organiseren.

## Publicaties
Regelmatig schreef Van der Sterre over de restauratie van een kerkgebouw in de lokale kerkbladen. Bij de restauratie van de Dorpskerk in Leiderdorp schreef hij zelfs elke drie maanden een stuk in het kerkblad. Ook voor het Leidse publiek schreef hij. De artikelen in het Leids Jaarboekje 1964 (Marekerk), 1977 (Hooglandse kerk) en 1979 (Grote kerk, Noordwijk) zijn via internet nog steeds te raadplegen.
Een overzicht van de restauratie- en nieuwbouwwerken van Piet van der Sterre is opgenomen in het aan hem gewijde boek van diens zoon Henk van der Sterre. Ook bijzondere vondsten, dilemma’s en curiositeiten zijn in dit boek beschreven.
- Library of Congress Control Number: nb2019003474
- Virtual International Authority File: 13148035612687970534
- WorldCat: E39PBJq736bqvRg6kjgQ9G7CQq